# Dick Thompson
Richard Dick Thompson est un pilote automobile américain à la retraite, né le 9 juillet 1920 à Washington et mort le  14 septembre 2014 à Wellington en Floride.

## Biographie
Il était surnommé par ses concurrents de course « The dentist flying » car il occupait un poste de dentiste à Washington, D.C.. Thompson a participé aux courses automobiles de la fin des années 1950 jusqu'aux années 1970 et a remporté à plusieurs reprises le Sports Car Club of America.
Aux États-Unis, il est considéré comme le pilote Corvette par excellence et participe notamment à son succès en remportant le SCCA en 1954 (groupe FP), 1956, puis en 1957 (groupe BP), 1959 (groupe CM) 1960 (groupe CM), 1961 (groupe BP) et 1962 (groupe AP) en classes (groupes) Production A, B et C toujours avec la même voiture (également vainqueur du groupe DP en 1958 sur Austin Healey/100-6 cette unique fois, et 3e des groupes CP en 1955 et AP en 1963), (soit un titre général, et sept de groupes).
Dick Thompson travaille en tant que pilote pour l'écurie Briggs Cunningham et en 1960, il participe aux 24 Heures du Mans. Son meilleur résultat est une quatrième place en 1961 avec Augie Pabst à bord d'une Maserati Tipo 63. En 1967, il remporte avec Jacky Ickx les 1 000 kilomètres de Spa à bord d'une Mirage M1, et termine aussi 2e des 6 Heures de Malboro en 1965, 3e des 500 Milles Road America et des 500 kilomètres de Bridgehampton la même année, ainsi que 3e des 6 Heures de Watkins Glen en 1968.
Dick Thompson vivait à Wellington en Floride, où il est retraité depuis 2007 jusqu'à sa mort d'une pneumonie, le 14 septembre 2014.

## Résultats aux 24 Heures du Mans
| Année | Voiture            | Équipe                           | Équipiers         | Résultat |
| ----- | ------------------ | -------------------------------- | ----------------- | -------- |
| 1960  | Chevrolet Corvette | Briggs Cunningham                | Fred Windbridge   | Abandon  |
| 1961  | Maserati Tipo 63   | Briggs Cunningham                | Augie Pabst       | 4e       |
| 1962  | Maserati Tipo 151  | Briggs Cunningham                | William Kimberley | Abandon  |
| 1965  | Shelby Daytona     | AC Cars                          | Jack Sears        | 8e       |
| 1967  | Mirage             | John Wyer Automotive Engineering | David Piper       | Abandon  |
| 1968  | Howmet TX          | Howmet Corporation               | Ray Heppenstal    | Abandon  |